# Eminescu, truda întru cuvânt
Eminescu, truda întru cuvânt este un film documentar de scurtmetraj românesc din 1993 regizat de Laurențiu Damian și Anca Damian. În 1993, a primit Premiul UCIN pentru scenariu - secțiunea scurtmetraj.